# Shai Agassi
Shai Agassi (em hebraico:  שי אגסי, nascido em 1968) é um executivo israelense.
Milionário antes dos trinta anos, o "menino de ouro" chegou a tornar-se presidente da SAP AG até março de 2007, porém desistiu da função para fundar a Project Better Place visando à comercialização e manutenção de veículos elétricos.